# Kathog Rigdzin Chenpo Tshewang Norbu
Kathog Rigdzin Chenpo Tshewang Norbu (tib.: ka thog rig 'dzin chen po tshe dbang nor bu; geb. 1698; gest. 1755) war ein bedeutender Geistlicher der Nyingma-Schule des tibetischen Buddhismus aus dem Kathog-Kloster in Osttibet. Er ist Verfasser einer handschriftlich überlieferten wichtigen Genealogie der Herrscher von Gungthang (bzw. Ngari Me Gungthang oder Mangyül Gungthang, mit dem Zentrum in Gyirong (Kyirong)) (aus dem Jahr 1749), dem Gung thang rgyal rabs. 1752 wurde er vom 7. Dalai Lama nach Ladakh gesandt, um den Konflikt zwischen den Königreichen Purig und Ladakh zu lösen.
Er vermittelte die Sicht des „Shentong“ (tib. gzhan stong) an Situ Penchen (1700–1774) und gründete eine Zweigniederlassung des Kathog-Klosters in Sikkim.

## Werke
- Gesammelte Werke (gSuṅ ‘bum) von Ka˙-thog Rig-’dzin Chen-po Tshe dBaṅ-nor-bu (6 Bde.). Dalhousie, H.P, Indien, 1977.